# Ichneumon birdae
Ichneumon birdae is een vliesvleugelig insect (orde Hymenoptera) uit de familie van de gewone sluipwespen (Ichneumonidae). De wetenschappelijke naam van de soort werd in 2016 door Rebecca Kittel gepubliceerd als nomen novum voor Ichneumon depressus Gmelin, 1790: 2706 non Ichneumon depressus Gmelin, 1790: 2687 (Johann Friedrich Gmelin gaf de naam in dezelfde publicatie aan twee verschillende soorten).
De naam eert Isabella Bird (1831–1904), een Brits natuurhistorica.